# José Antonio Fernández Ordóñez
Pour les articles homonymes, voir Ordóñez.
José Antonio Fernández Ordóñez, né à Madrid le 18 novembre 1933 et mort ibidem le 3 janvier 2000 est un ingénieur civil espagnol.

## Biographie
Il obtient le titre d'« ingénieur des chemins, canaux et ports » (Ingeniero de Caminos, Canales y Puertos, dénomination en Espagne du titre supérieur d'ingéniérie civile) à l'Escuela Técnica Superior de Ingenieros de Caminos, Canales y Puertos de Madrid. Il est nommé par la suite professeur adjoint de Styles artistiques dans la même école.

## Réalisations

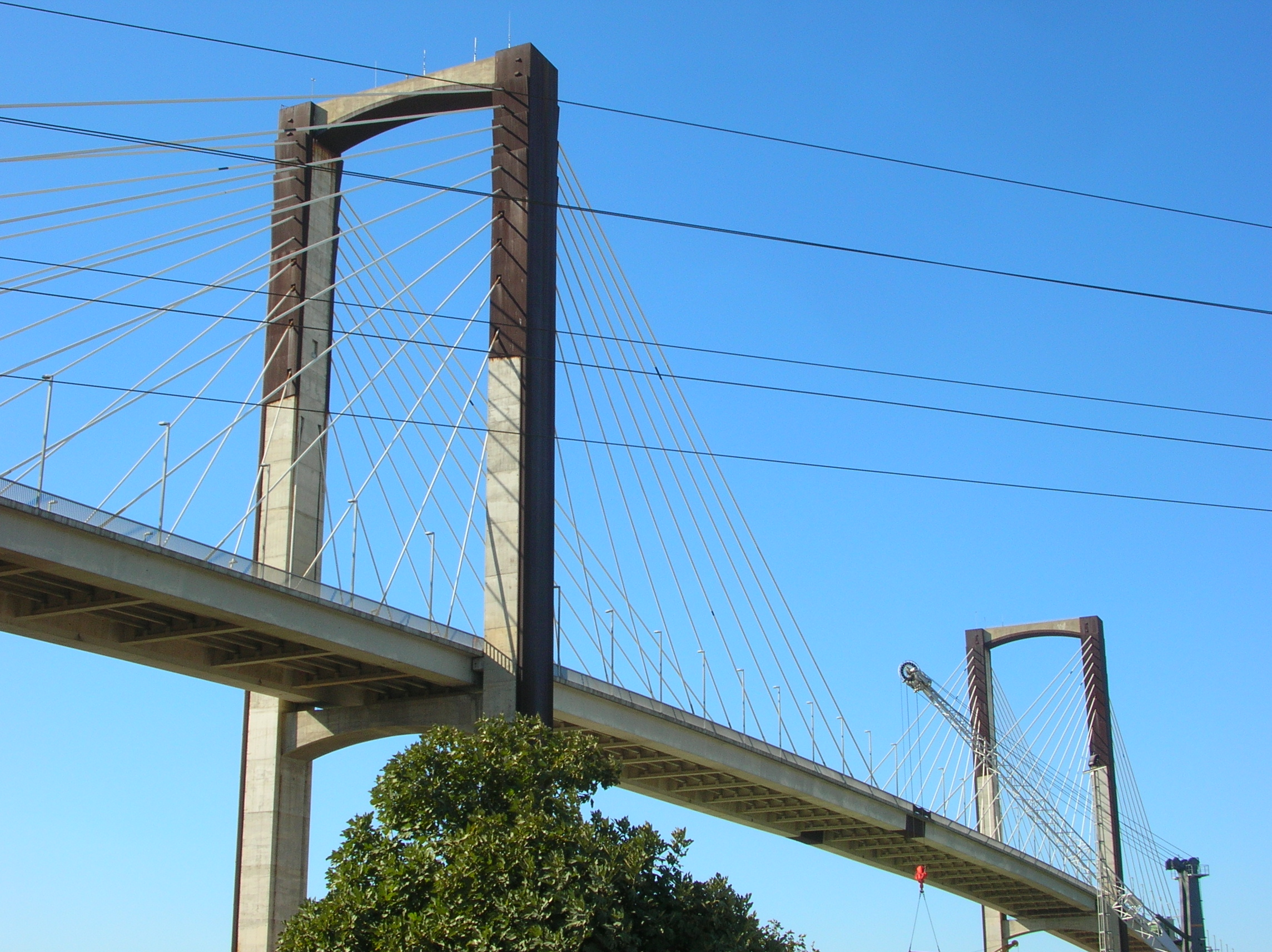
Le pont du Centenaire de Séville

- Nouveau pont du Diable sur la rivière Llobregat, à côté du pont romain homonyme, à Martorell (1970).
- Pont sur la rue de Torrelaguna de Madrid, avec Julio Martínez Calzón (1982).
- Pont du Millénaire sur l'Èbre à Tortosa, avec Julio Martínez Calzón et Salvador Tarragó (1984).
- Médaille d'or du concours pour déterminer la trame et l'aspect général de l'Exposition universelle de 1992 de Séville (1987).
- Pont du chemin de fer Séville-Huelva sur la darse du Guadalquivir à Séville (1988).
- Pont du Centenaire de Séville (1990-1991).
- Pont de l'Arenal sur le Guadalquivir à Cordoue (1990).
- Pont du chemin de fer Séville-Huelva sur le Guadalquivir à Séville (1991).
- Place et ponts jumeaux de la rue Sardenya de Barcelone (1991).
- Pont de Fontejau sur le fleuve Ter à Gérone (1991).
- Premier prix du concours pour la construction du Quatrième pont sur le fleuve Urumea à Saint-Sébastien (1993).
- Pont de l'Arcángel sur le Guadalquivir à Cordoue (1993).
- Premier prix du concours des 5 ponts pour le “Parc Technologique de La Granadilla” de Tenerife, avec Julio Martínez Calzón et Francisco Millanes Mato (1994).
- Pont sur la rivière Tormes à Salamanque (1994).
- Premier prix du concours de pont de chemin de fer sur la rivière Cinca pour la voie à haute vitesse Madrid-Barcelone (1995).
- Premier prix du concours de Nouveau front maritime de Las Palmas de Gran Canaria, avec Lorenzo Fernández-Ordóñez e Intecasa (1995).

## Honneurs
- 1983 : Associé d'honneur du Cercle des beaux-arts de Madrid.
- 1985 : Chevalier de l'ordre national du Mérite, par François Mitterrand, pour son travail de rapprochement culturel entre la France et l'Espagne.
- 2000 : Docteur honoris causa de l'université d'Estrémadure.

## Sources
- Biographie de José Antonio Fernández Ordóñez sur le site de l'université polytechnique de Catalogne